# Sun Ce

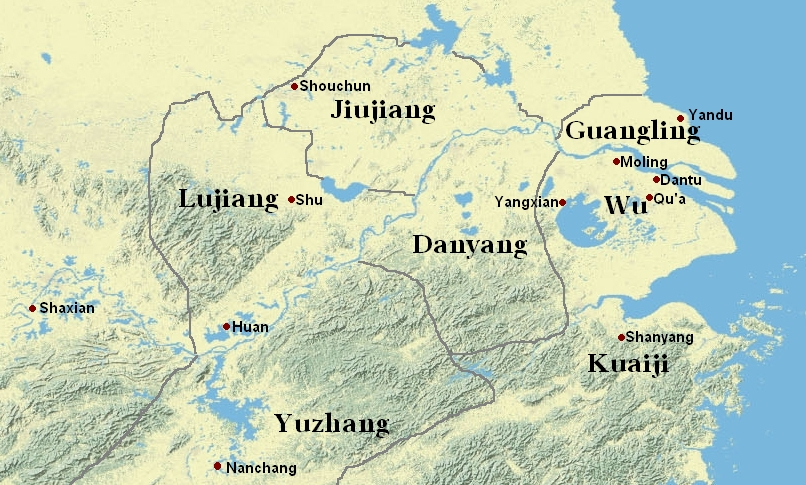
Obszar działania Sun Ce

Sun Ce, imię publiczne: Bofu, chiń. 伯符 (ur. 175 w Yandu w pobliżu dzis. Yancheng - zm. 5 maja 200 na południowy zachód od Zhenjiang) – watażka okresu upadku dynastii Han, którego działalność legła u podstaw późniejszego państwa Wu. 
Sun Ce był najstarszym synem Sun Jiana i jego żony Damy Wu (jej imię osobiste nie jest znane), przy czym niemal na pewno urodził się w Yandu w pobliżu dzis. Yancheng, gdzie jego ojciec sprawował wówczas urząd. Podczas gdy jego ojciec dowodził wojskiem, Sun Ce pozostawał z resztą rodziny najpierw w Shouchun (dzis. Shou), a potem w Shu (w pobliżu dzis. Lujiang), gdzie miał się zaprzyjaźnić ze swoim rówieśnikiem Zhou Yu, wywodzącym się z jednego z wielkich rodów cesarstwa. Kiedy w 193 dawny dowódca jego ojca, Yuan Shu, pojawił się w Shouchun, osiemnastoletni Sun Ce szukał u niego stanowiska, jednak spotkało go rozczarowanie. Niemniej udało mu się zebrać wokół siebie grupę dawnych żołnierzy Sun Jiana i zachęcony do tego przez Yuan Shu udał się na południe od Jangcy by połączyć siły ze swoim wujem Wu Jingiem i kuzynem Sun Benem.
Pokonany przez Zu Langa (wodza "ludzi wzgórz" na południu komanderii Danyang) w następnym roku zawrócił na Północ i tym razem Yuan Shu mianował go pułkownikiem (校尉, xiaowei) i dał mu tysiąc ludzi. Działając w imieniu Yuan Shu Sun Ce zaatakował komanderię Lujiang, jednak po ujęciu wielkiego administratora (tàishǒu, 太守) Lu Kanga wbrew wcześniejszej obietnicy nie otrzymał jego stanowiska. W 195 poprosił o możliwość powrotu na południe, by wesprzeć Wu Jinga i Sun Bena walczących z Liu Yao, nowym rywalem Yuan Shu w walce o prowincję Yang. Pomimo młodego wieku Sun Ce musiał się wyróżniać wyjątkowymi zdolnościami przywódczymi, ponieważ szybko został uznany za wodza opartej na rodowych powiązaniach armii (pewną rolę mogła tu też odegrać pamięć o jego ojcu) i w serii starć pokonał Liu Yao i jego sojuszników. Na początku 196 kontrolował komanderię Danyang i część komanderii Wu, podczas gdy Liu Yao uciekł do komanderii Yuzhang.
Zwycięstwo nad Liu Yao pozwoliło Sun Ce znacznie powiększyć swoje siły, zarówno o nowych zwolenników, jak i żołnierzy pokonanych oddziałów. Teraz zaatakował komanderię Kuaiji, ścigając administratora Wang Langa wzdłuż wybrzeża aż do Dongye (dzis. Fuzhou), by po jego ujęciu rozprawić się z lokalnymi oponentami w komanderii Wu. Po tym zwycięstwie Sun Ce ogłosił się administratorem Kuaiji i przywrócił Wu Jinga na stanowisko administratora Danyangu, jednocześnie mianując swojego sojusznika Zhu Zhi administratorem komanderii Wu. Kiedy w 197 Yuan Shu przyjął cesarski tytuł Sun Ce ostatecznie z nim zerwał i zawarł formalny sojusz z Cao Cao, który kontrolował dwór cesarza Xiana w mieście Xu (dzis. Xuchang). Z tej okazji Sun Ce otrzymał od cesarza tytuły generała (將軍, jiangjun) i Markiza Wu (吴侯, Wu Hou). W 197 Cao Cao mianował Chen Yu administratorem Wu, teoretycznie z zadaniem wspierania Sun Ce, w rzeczywistości zaś z misją podważenia jego władzy nad tym kontrolowanym przez niego terytorium, jednak Sun Ce potwierdził swoją faktyczną niezależność przeganiając Chen Yu z powrotem na północ.
W 198 wyeliminował swoich drobnych oponentów w Danyang, by w następnym roku ruszyć wzdłuż Jangcy na zachód. Przepędził Liu Xuna i zajął Lujiang, wraz z pozostałościami dawnych sił Yuan Shu, by wkrótce potem pokonać Huang Zu, generała Liu Biao, regionalnego inspektora  (刺史, cishi) prowincji Jing. Na początku 200 przyjął kapitulację Hua Xina, administratora Yuzhangu, i zagarnął również to terytorium. „W tym momencie siły Sun Ce nie miały sobie równych na południowym wschodzie”, ale w Wu wybuchła rebelia wzniecona przez Xu Gonga i Yan Baihu. Sun Ce powrócił na wschód, schwytał Xu Gonga i zabił go, po czym rozpoczął przygotowania do ataku na Yan Baihu. Wtedy jednak został zaskoczony podczas polowania przez dawnych żołnierzy Xu Gonga i zmarł w wyniku zadanych przez nich ran.
W późniejszych opowieściach jego śmierć została przypisana duchowi Gan Ji, który miał być taoistycznym magiem, zabitym przez Sun Ce gdyż zagrażał jego władzy (te historie cytuje m.in. Pei Songzhi w swoim komentarzu do Kroniki Trzech Królestw). Sun Ce w 199 ożenił się z Damą Qiao z komanderii Lujiang, która urodziła mu syna, Sun Shao (mógł on być pogrobowcem). Poza tym pozostawił po sobie dwie córki. Młodszy brat Sun Ce, Sun Quan, kiedy ogłosił się cesarzem nadał swojemu bratu pośmiertny tytuł Króla (wang) Huana Wu.